# Stazione di Fontana Liri
Stazione di Fontana Liri vasútállomás Olaszországban, Fontana Liri településen.

## Vasútvonalak
Az állomást az alábbi vasútvonalak érintik:
- Avezzano–Roccasecca-vasútvonal

## Kapcsolódó állomások
A vasútállomáshoz az alábbi állomások vannak a legközelebb:
- Stazione di Santopadre
- Stazione di Fontana Liri Inferiore